# Ramón de Ezenarro y Royo
Ramón de Ezenarro y Royo (Valencia, 19 de agosto de 1819-ibíd., 30 de noviembre de 1896) fue un eclesiástico español.

## Biografía
Ramón de Ezenarro y Royo nació en Valencia y fue bautizado en la iglesia parroquial de San Esteban, en la pila de San Vicente Ferrer, el 19 de agosto de 1819.
Cursó en la Universidad de Valencia los estudios de Filosofía y Jurisprudencia, y estudió allí también los de Sagrada Teología, mereciendo en todas las pruebas de curso la más honrosa calificación. El 23 de julio de 1845 obtuvo el grado de doctor con la nota de nemine censorum discrepante.
Poco después desempeñó, previa oposición, las cátedras de Economía política, Derecho público y administración, en Valencia, y fue regente de primera clase de Jurisprudencia. Al mismo tiempo se dedicó al ejercicio de la abogacía, hasta que el 25 de enero de 1849 fue llamado a Lérida por el obispo José Domingo Costa Borrás, que dirigía aquella diócesis, y allí fue ordenado sacerdote.
El obispo Costa lo nombró provisor y vicario general de la diócesis. Valoraba tanto sus servicios que, al ser trasladado Costa a Barcelona, lo llevó consigo. Lo nombró maestrescuela de aquel cabildo y el 25 de mayo de 1850 lo designó provisor y vicario general.
A consecuencia de los sucesos políticos de aquellos tiempos, el obispo Costa fue desterrado y quedó Ezenarro en 1854 de gobernador eclesiástico. Durante la epidemia de cólera de 1855 cedió el Seminario para que sirviese de hospital para los afectados, sirviendo él mismo de director de aquel asilo humanitario. Esto le valió que, tanto la diputación como el ayuntamiento le dieran por unanimidad público testimonio de gratitud y especial consideración.
Cuando el obispo Costa fue ascendido a la silla arzobispal de Tarragona, volvió Ezenarro a su lado y ocupó en aquella diócesis el mismo puesto de vicario general y provisor, y por real orden de 20 de noviembre de 1859 se le designó para canónigo en la dignidad de tesorero.
Al fallecer el arzobispo Costa, el cabildo eligió a Ramón de Ezenarro vicario particular el 12 de diciembre de 1864. Cinco años más tarde, el 4 de junio de 1869, fue nombrado por el papa Pío IX abreviador del Supremo Tribunal de la Rota. Fue ascendido a fiscal y después a auditor-asesor, cargo de gran importancia y verdadero centro de la nunciatura.
Entre los rasgos distintivos de su carácter se hallaba su valencianismo. Gustaba preferentemente de conversar en valenciano y miraba las cosas de aquella región con especial predilección. Por modestia renunció en cinco ocasiones al episcopado. Se distinguió, además, como jurisconsulto y polemista.
En su faceta periodística, fue director y redactor único de Repertorio del Clero. Fue asimismo colaborador del diario integrista El Siglo Futuro, donde publicó profundos artículos en defensa de las tesis de dicho diario.